# David Wilkie (Mediziner)
Sir David Percival Dalbreck Wilkie (* 5. November 1882 in Kirriemuir, Angus; † 28. August 1938 in London) war ein schottischer Chirurg. Er gilt in Großbritannien als Begründer der akademischen Forschung zur Chirurgie und begründete dazu eine Schule in Edinburgh.
Wilkie war der Sohn eines wohlhabenden Jute-Fabrikanten (David Wilkie) und von Margaret Forrest Mill und besuchte ab 1896 die Edinburgh Academy und studierte ab 1899 Medizin an der University of Edinburgh mit dem Bachelor-Abschluss in Medizin und Chirurgie 1904 (MB, ChB). 1908 wurde er in Medizin promoviert (MD) und 1909 erhielt er die Goldmedaille der Universität bei den Master-Prüfungen in Chirurgie (MCh). Er war House Surgeon und House Physician am Edinburgh Royal Infirmaty und House Surgeon von Harold Stiles (1908–1946) am Chalmers' Hospital for Sick Children. Er vervollständigte seine Studien in Bonn, Bern und Wien und besuchte Kanada, wohin er zunächst auswandern wollte.
Dann wurde er aber Privatassistent von Francis Mitchell Caird (1853–1926) in Edinburgh, der ein Schüler von Joseph Lister war und sehr an experimenteller Forschung in der Chirurgie interessiert war (später war er Professor für klinische Chirurgie in Edinburgh), was auch Wilkie beeinflusste. Er war am Leith Hospital und Falkirk Hospital und ab 1914 Assistant Surgeon am Edinburgh Royal Infirmary, konnte die Stelle kriegsbedingt aber erst ab 1919 antreten. Außerdem war er Direktor der Chirurgie an den städtischen Hospitalen in Edinburgh.
Im Ersten Weltkrieg war er Chirurg bei der Royal Naval Volunteer Reserve (der er seit 1908 angehörte) im Mittelmeerraum (medizinischer Leiter auf dem Hospitalschiff St Margaret of Scotland, zeitweise in Saloniki vor Anker) und später in Frankreich.
Nach dem Krieg unterrichtete er Chirurgie in Edinburgh in der extramural school mit John Fraser.
1924 wurde er Professor für systematische Chirurgie an der Universität Edinburgh als Nachfolger von Alexis Thomson (1863–1924). Wilkie begründete an der Universität Edinburgh ein chirurgisches Forschungslabor.
Vom Charakter wurde er als ruhig und höflich und freundlich gegen jedermann beschrieben. Wilkie wurde allgemein nach seinen abgekürzten Vornamen „DPD“ genannt. Er starb an Magenkrebs auf einer Reise nach London und liegt in Edinburgh (Dean Cemetery) begraben.
Er galt als exzellenter Chirurg und befasste sich besonders mit dem Magen-Darm-Trakt (akute Blinddarmentzündung, Magen- und Darmkrebs, Milz, Gallenblase, Darmverschluss, Bauchfellentzündung). Bekannt ist er vor allem durch seine Bemühung, die Chirurgie in Großbritannien auf eine wissenschaftliche Basis zu stellen.
Er war Fellow des Royal College of Surgeons of England und des Royal College of Surgeons of Edinburgh (1907) und OBE. 1925 wurde er Fellow der Royal Society of Edinburgh. 1936 wurde er zum Knight Bachelor geschlagen, war er Präsident der Association of Surgeons of Great Britain and Ireland und war er Vizepräsident der British Empire Cancer Campaign. 1918 erhielt er den Liston Victoria Jubilee Prize.
Er war mit J. M. Barrie befreundet, der wie er aus Kirriemuir stammte (Barrie allerdings aus viel einfacheren Verhältnissen und rund 20 Jahre älter).
1911 heiratete er die Tochter eines Chirurgen Charlotte Erskine. Die Ehe blieb kinderlos.